# Flyin' high (The Cats)
Flyin' high is een muziekalbum van The Cats uit 1985. De elpee is de tweede met nieuwe nummers sinds de band in 1984 zijn comeback kende. De elpee stond 6 weken in de Album Top 100 en bereikte nummer 13 als hoogste positie. De elpee werd voorlopig de laatste waarop nieuw werk van de band te vinden was. Pas in 1994 verscheen opnieuw een cd met nieuw werk, Shine on. Dat gebeurde echter in de periode zonder zanger Piet Veerman.

## Nummers
| Nummer | Naam                                  | Geschreven door                | Duur | Opmerkingen |
| --- | ------------------------------------- | ------------------------------ | ---- | ----------- |
| A1 | She's so in love                      | Russ Ballard                   | 3:48 |             |
| A2 | Spanish Harlem                        | Jerry Leiber en Phil Spector   | 3:41 |             |
| A3 | Hey baby (Won't you come out tonight) | Cees Veerman                   | 3:26 |             |
| A4 | A room full of tears                  | Doc Pomus en Mort Shuman       | 2:54 |             |
| A5 | Call me                               | Jaap Schilder                  | 3:34 |             |
| A6 | Hooray for Michael                    | Arnold Mühren                  | 4:34 |             |
| B1 | I've got enough heartache             | Mike Kellie en Gary Wright     | 3:42 |             |
| B2 | I'll find my way back to you          | Piet Veerman en Edward Reekers | 3:42 |             |
| B3 | Stop messing around                   | Cees Veerman                   | 3:39 |             |
| B4 | I could never hurt                    | Piet Veerman en Edward Reekers | 3:50 |             |
| B5 | You may already be a winner           | John Hiatt                     | 3:45 |             |
| B6 | Isn't it a lovely evening             | Cees Veerman                   | 3:21 |             |
| Later zijn er van dit album opnieuw versies op cd uitgebracht waarop bonustracks staan. Deze cd is net als alle andere platen van The Cats in 2014 opgenomen in het verzamelwerk Complete. Op deze uitgave waren in tegenstelling tot de meeste andere cd's echter geen bonustracks aanwezig. |                                       |                                |      |             |